# Tordis Maurstad

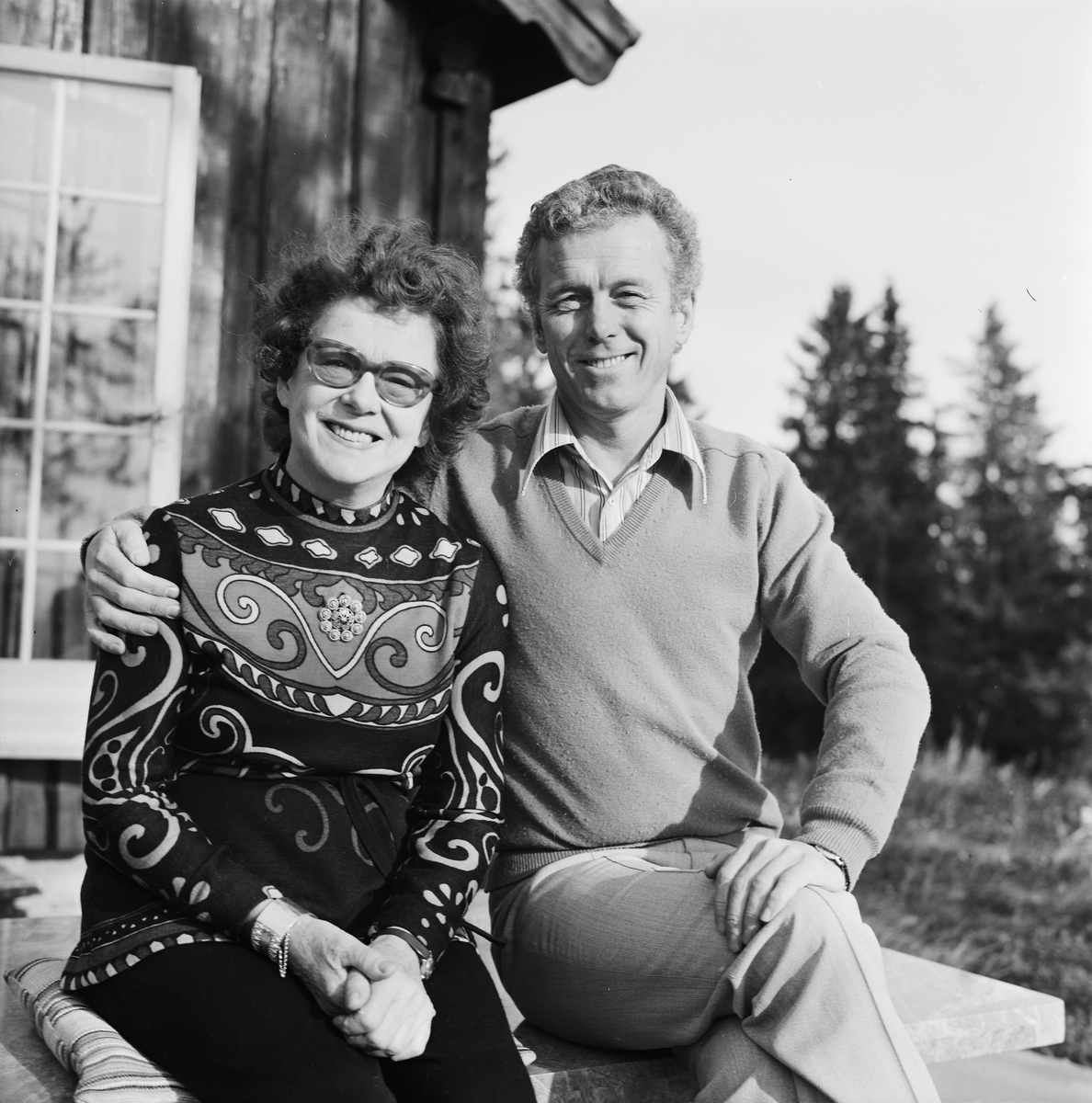
Tordis Maurstad und ihr Sohn Toralv Maurstad 1973.

Tordis Maurstad (* 24. Dezember 1901 in Kristiansund als Tordis Witzøe; † 10. Januar 1997 in Oslo) war eine norwegische Film- und Theaterschauspielerin.

## Leben
Maurstad debütierte 1923 als Sara in Johan-Falkberget-Stück Fjellsjøheidningen in einer Inszenierung von Edvard Drabløs. Insgesamt war sie über 50 Jahre am Det Norske Teatret tätig und galt dort als eine der kultigsten Schauspielerinnen des Ensembles, mit einem anspruchsvollen Repertoire. Maurstad war weiterhin auch an mehreren anderen norwegischen Theatern aktiv, wo sie ebenfalls bei mehreren Aufführungen in unterschiedlichen Rollen auftrat. Neben dem Theater wurde sie außerdem in Norwegen, durch ihre vielfältigen Auftritte im Radio sowie als Schauspielerin in Film und Fernsehen bekannt. In dem Film Liv hatte sie 1934 als Schauspielerin in der Rolle der Liv Haugen ihr Debüt vor der Kamera. Maurstad wurde zum Ritter des St. Olavs Orden ernannt.
Tordis Maurstad war zweimal verheiratet, zuerst mit dem Schauspieler Alfred Maurstad von 1925 bis 1943. Aus dieser Ehe stammte der gemeinsame Sohn Toralv Maurstad, der ebenfalls Schauspieler wurde. Nach der Scheidung lebte sie anschließend eine Zeit lang mit dem Schriftsteller Jakob Sande zusammen, war aber ab 1949 mit dem Schriftsteller und Dramatiker Helge Krog bis zu dessen Tod 1962 verheiratet.

## Filmografie
- 1934: Liv
- 1935: Samhold må til
- 1940: Godvakker-Maren
- 1962: Gengangere
- 1969: Frøken Rosita
- 1970: Song of Norway
- 1977: Kattelek